# بلبل زرین سانگیهه
بلبل زرین سانگیهه (نام علمی: Hypsipetes platenae) گونه‌ای از پرندگان گنجشک‌سان از تیرهٔ بلبلان (Pycnonotidae) و بومی جزایر سانگیه است که در شمال شرقی سولاوسی در اندونزی قرار دارند. زیستگاه طبیعی آن جنگل‌هایجلگه‌ای نمناک نیمه‌گرمسیری یا گرمسیری است.